# Прапори Латвії
Це список прапорів Латвії.

## Галерея
Прапори 9-ти міст та 110-ти новадів (країв) адміністративно-територіального поділу Латвії.

Рига місто
Валміера місто
Вентспілс місто
Даугавпілс місто
Єкабпілс місто
Єлгава місто
Лієпая місто
Резекне місто
Юрмала місто

### Новади (2009–2021)

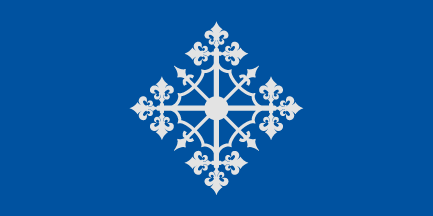
Аглонський край новад
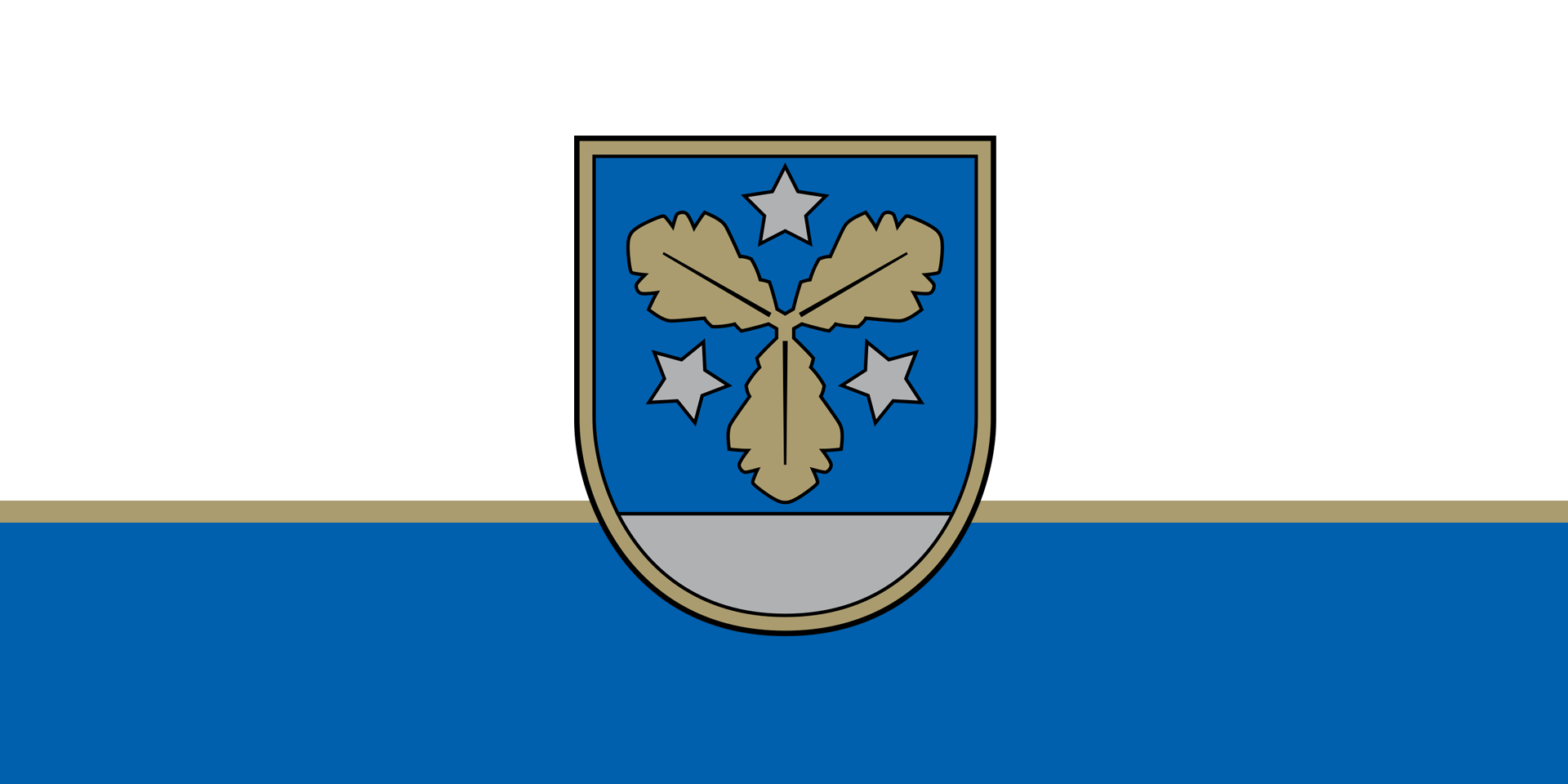
Айзкраукльський край новад
Айзпутський край новад
Акністський край новад
Алойський край новад
Алсунгський край новад
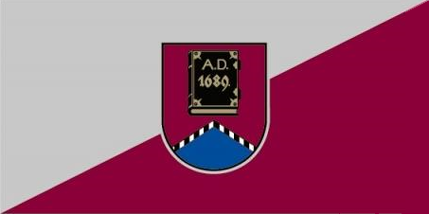
Алуксненський край новад
Аматський край новад
Апський край новад
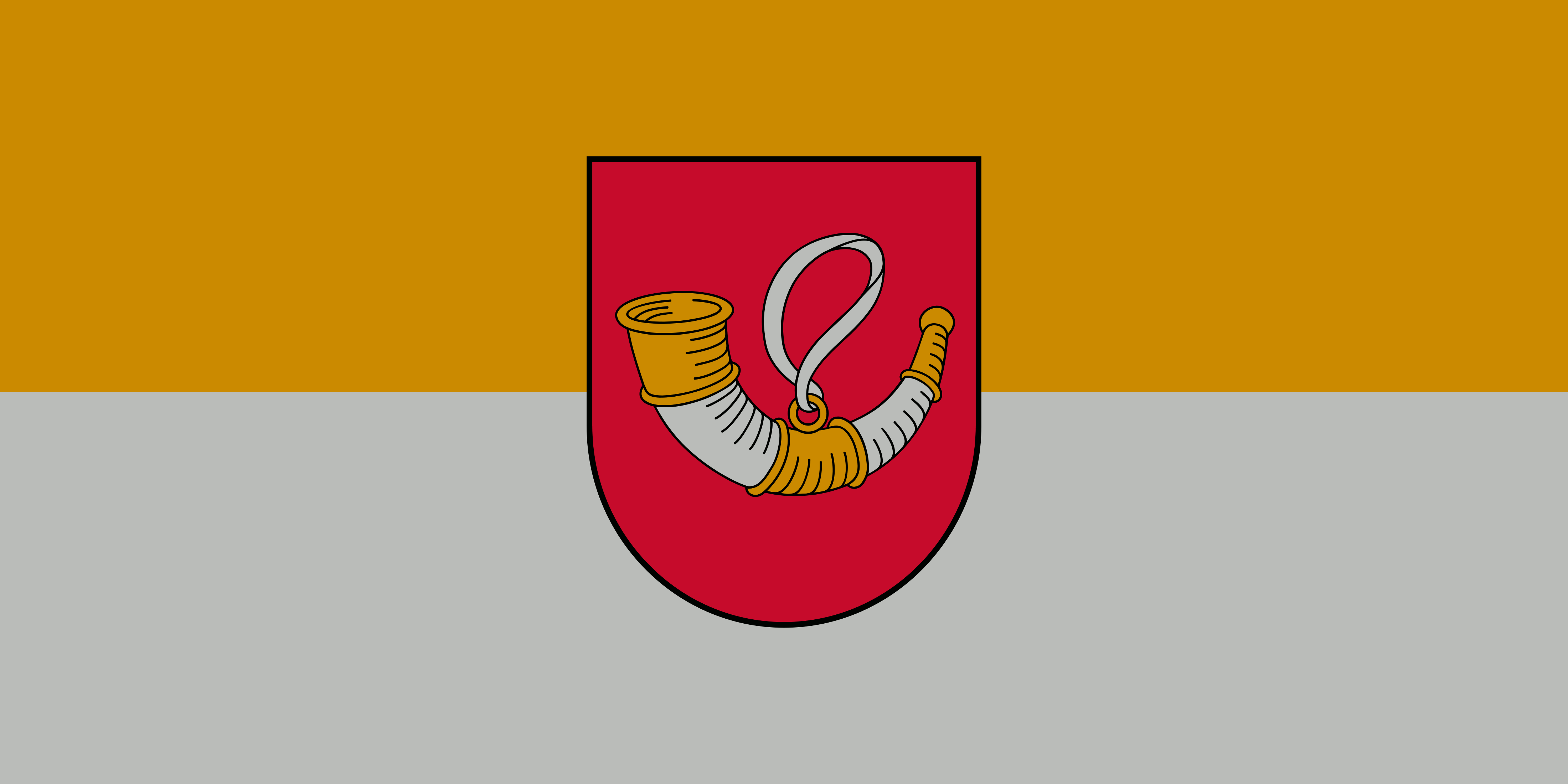
Ауцський край новад
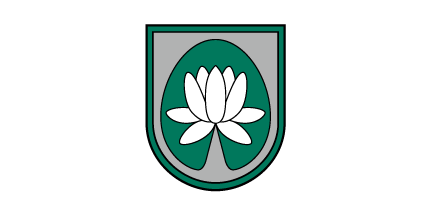
Адазький край новад
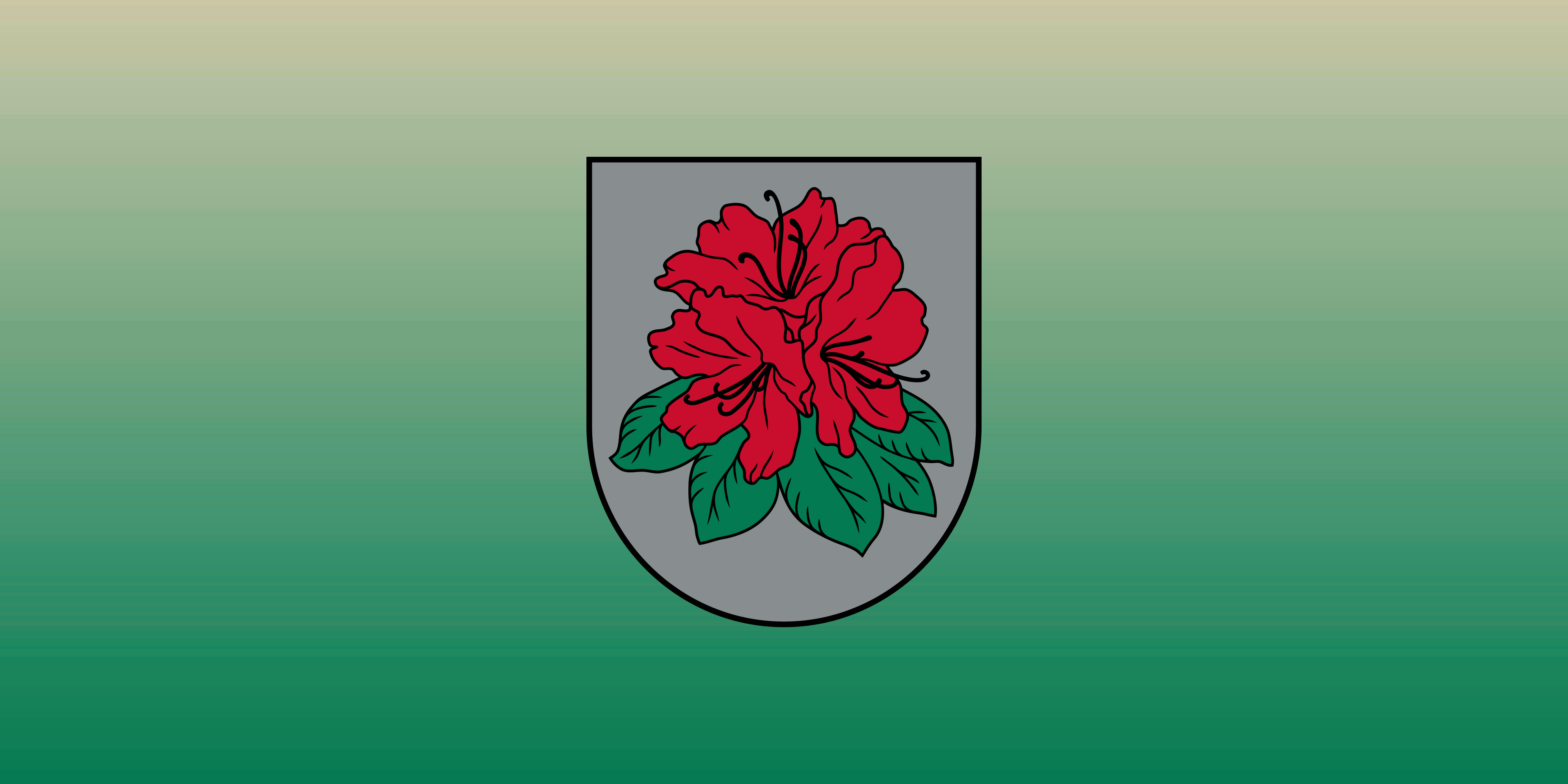
Бабітський край новад
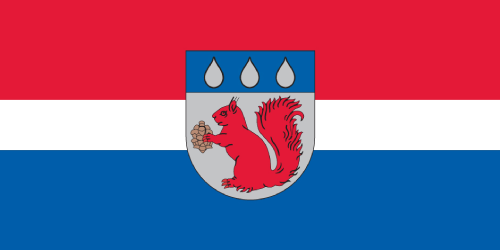
Балдонський край новад
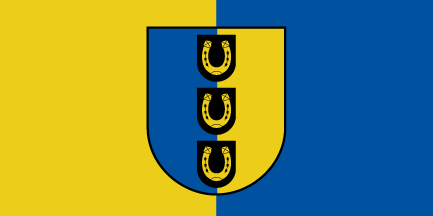
Балтінавський край новад
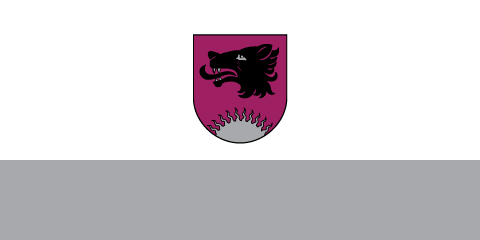
Балвський край новад
Бауський край новад
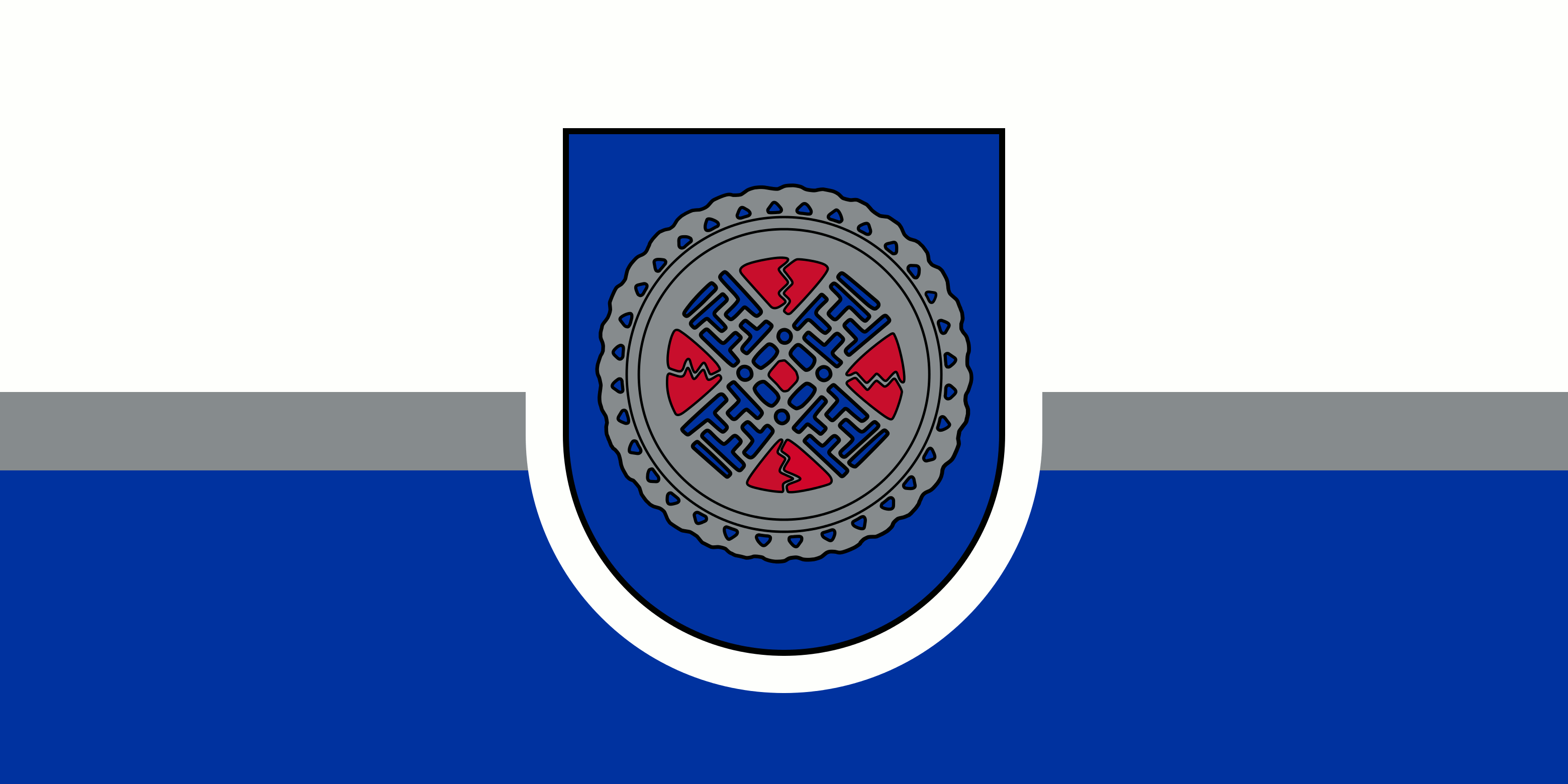
Беверінський край новад
Броценський край новад
Буртнієкський край новад
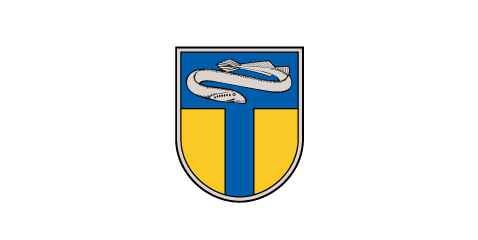
Царникавський край новад
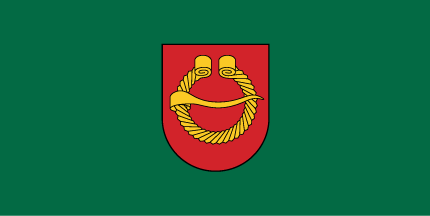
Цесвайнський край новад
Цесіський край новад
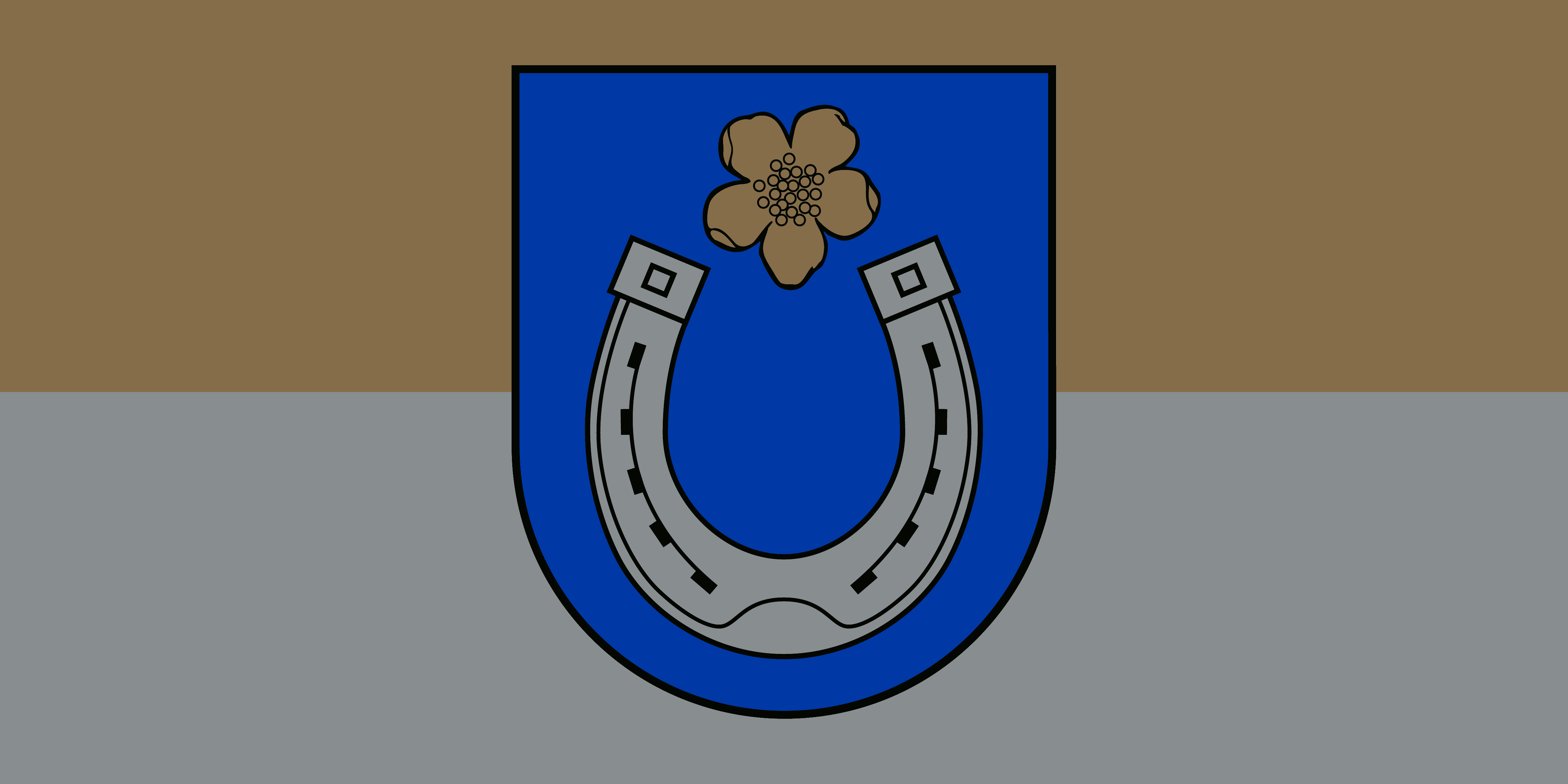
Ціблський край новад
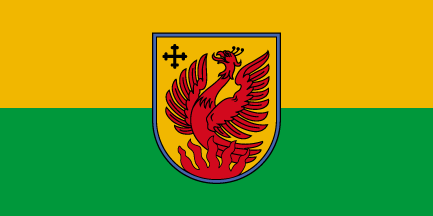
Дагдський край новад
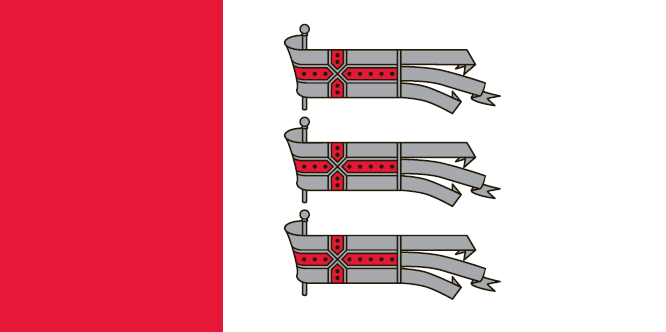
Даугавпілський край новад
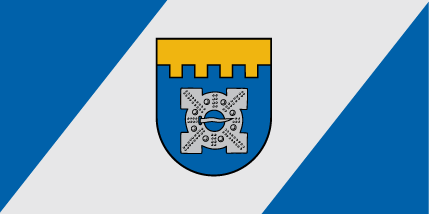
Добельський край новад
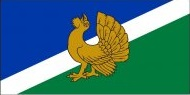
Дундагський край новад
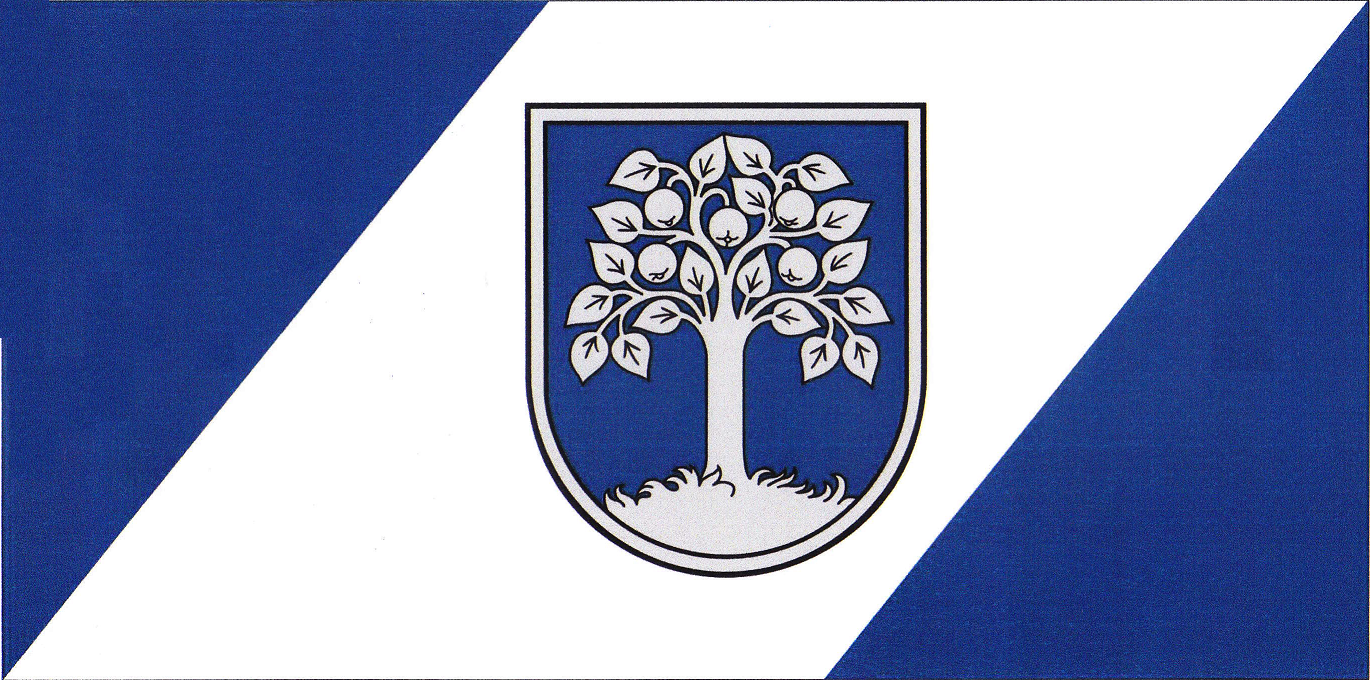
Дурбський край новад
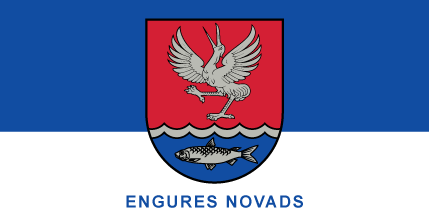
Енгурський край новад
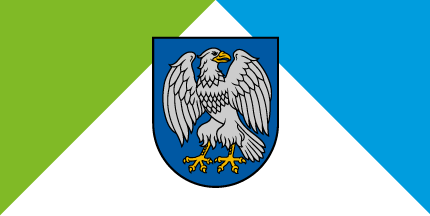
Ергльський край новад
Гаркалнський край новад
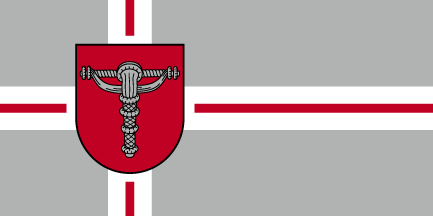
Гробіньський край новад
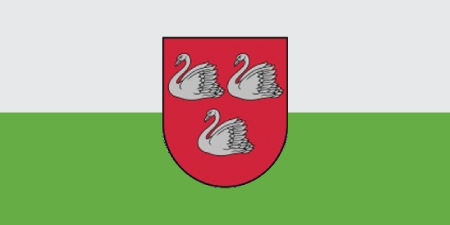
Гулбенський край новад
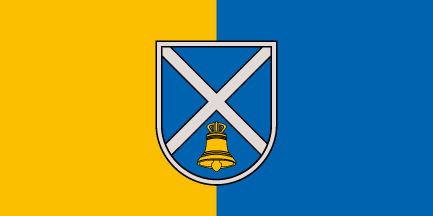
Ієцавський край новад
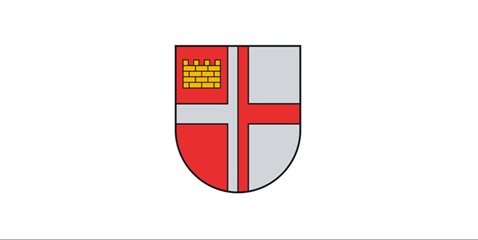
Ікшкільський край новад
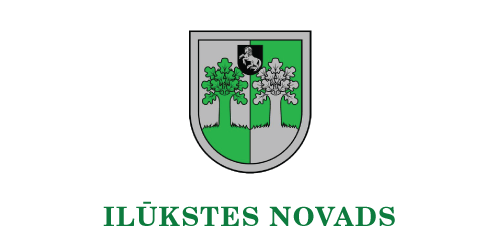
Ілукстський край новад
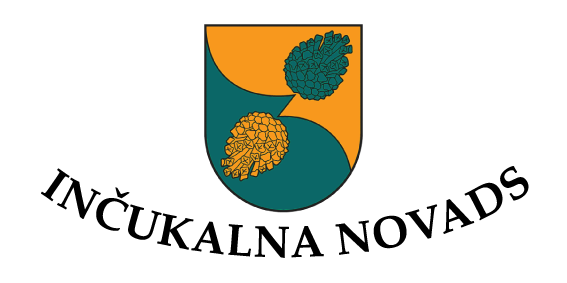
Інчукалнський край новад
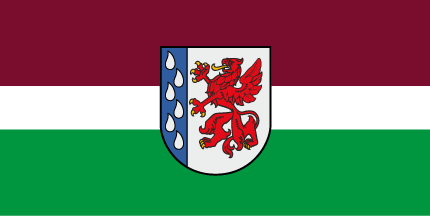
Яун'єлгавський край новад
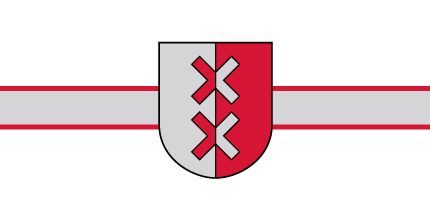
Яунпієбалгський край новад
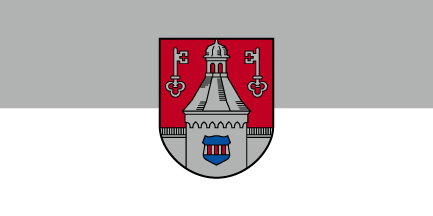
Яунпілський край новад
Єлгавський край новад
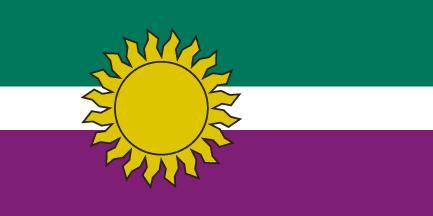
Єкабпілський край новад
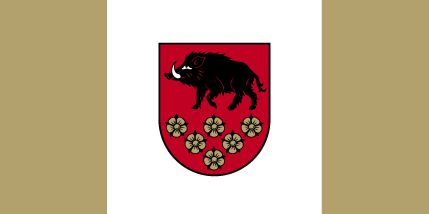
Кандавський край новад
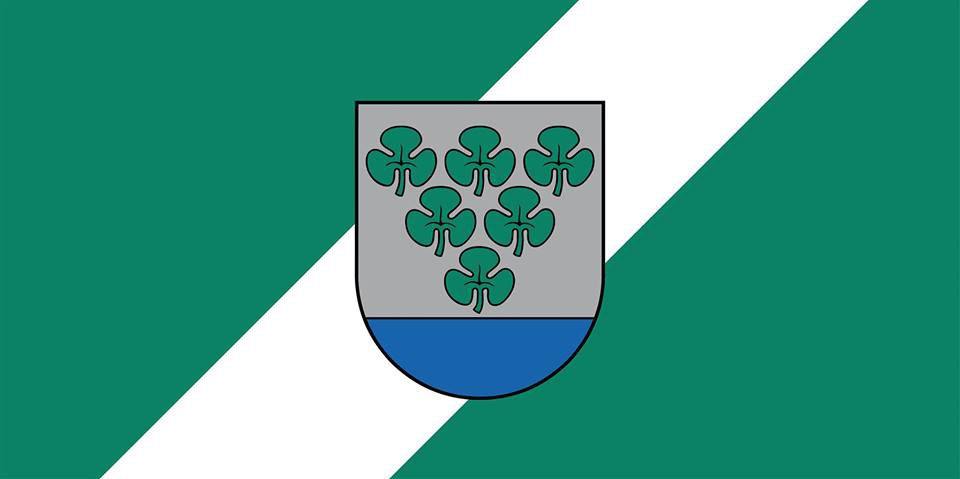
Карсавський край новад
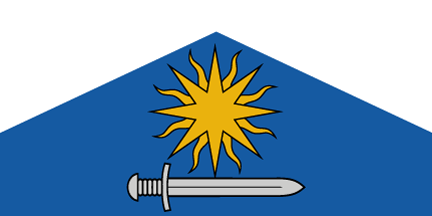
Коценський край новад
Кокнеський край новад
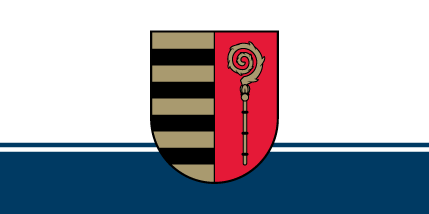
Краславський край новад
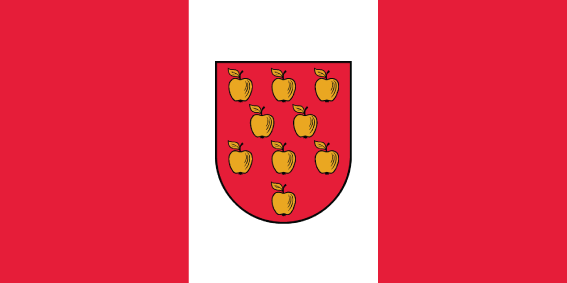
Крімулдський край новад
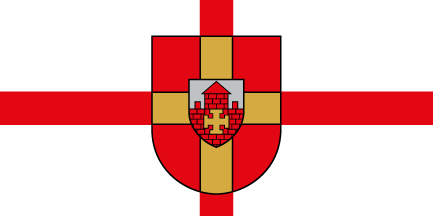
Крустпілський край новад
Кулдизький край новад
Кегумський край новад
Кекавський край новад
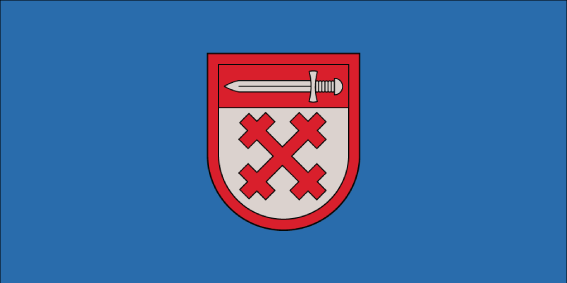
Лієлвардський край новад
Лимбазький край новад
Лигатненський край новад
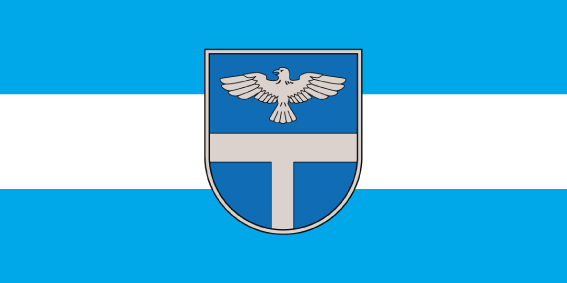
Ливанський край новад
Лубанський край новад
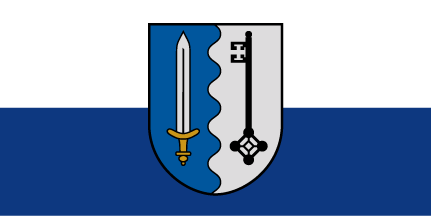
Лудзенський край новад
Мадонський край новад
Мазсалацький край новад
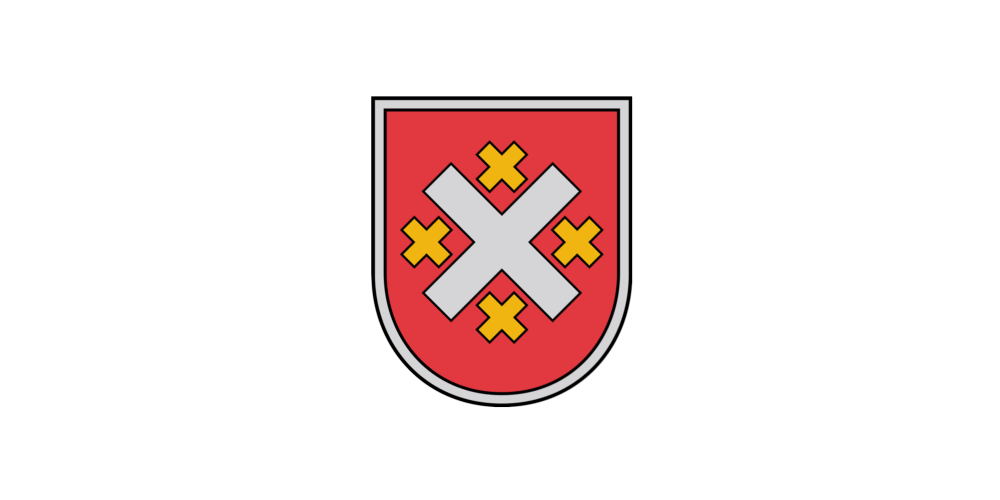
Малпілський край новад
Марупський край новад
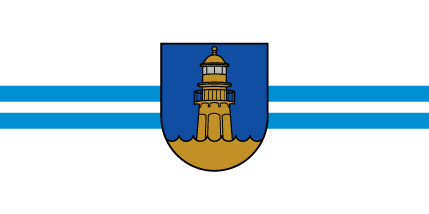
Мерсрагський край новад
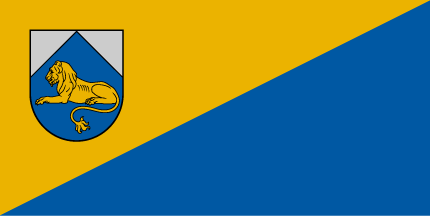
Наукшенський край новад
Неретський край новад
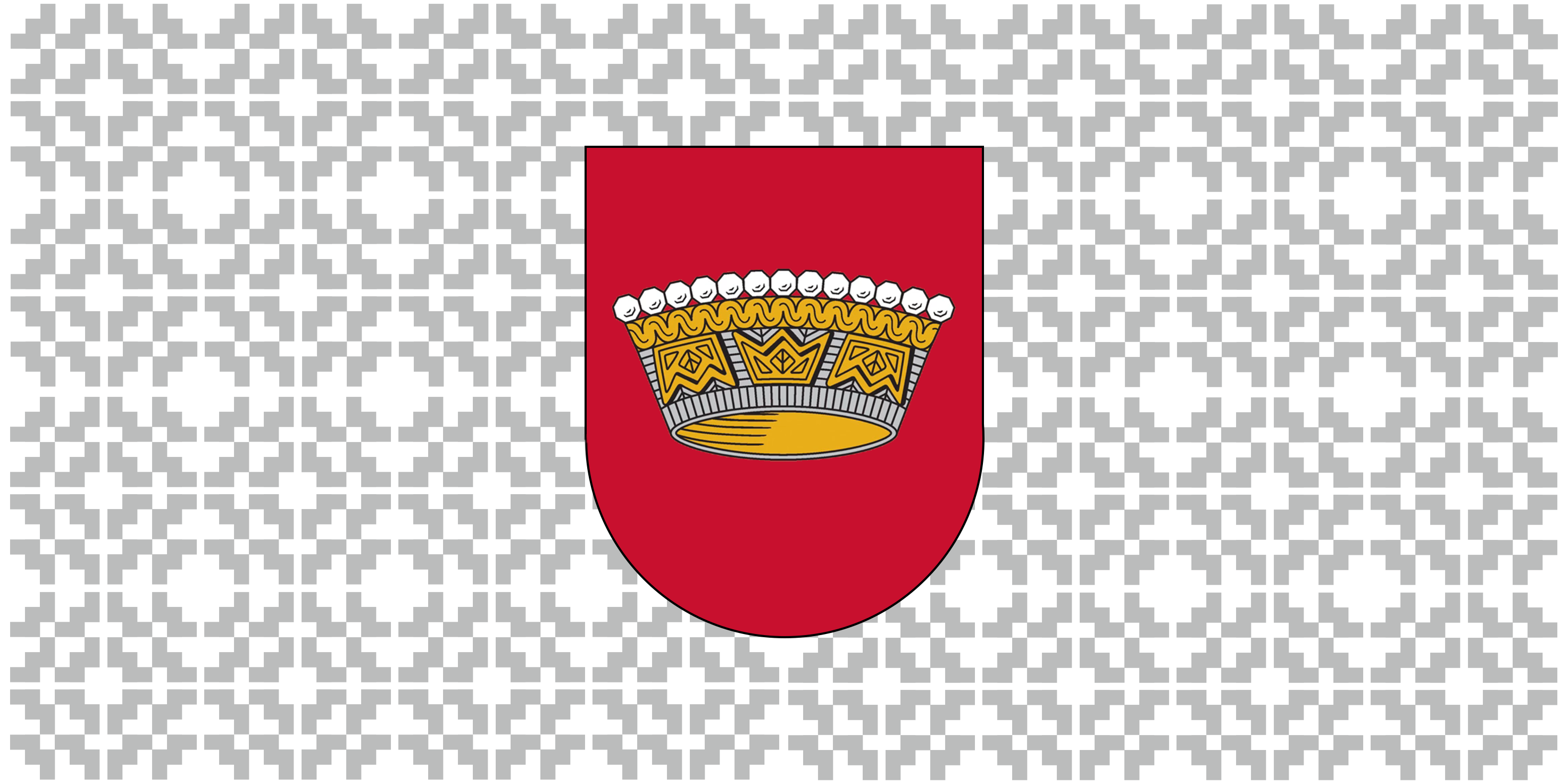
Ніцький край новад
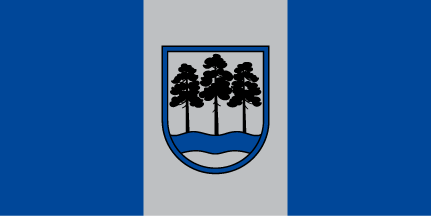
Огрський край новад
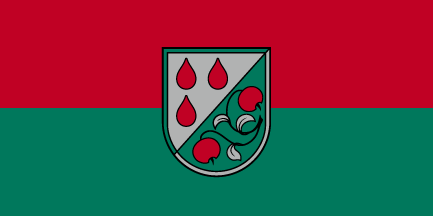
Олайнський край новад
Озолнієкський край новад
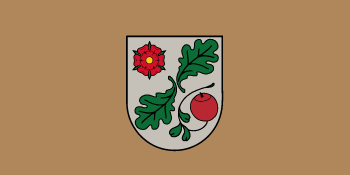
Паргауйський край новад
Павілостський край новад
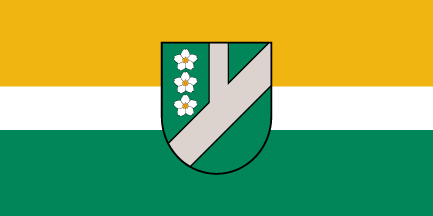
Плявіньський край новад
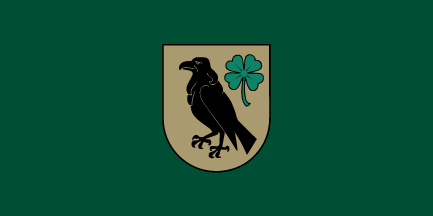
Прейльський край новад
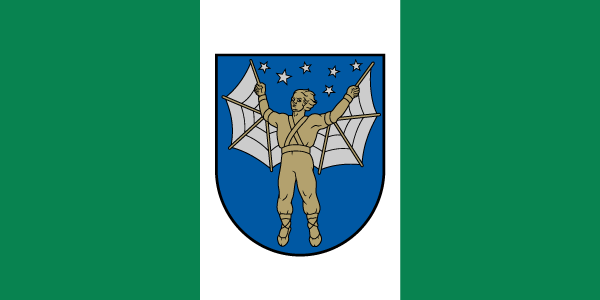
Прієкулеський край новад
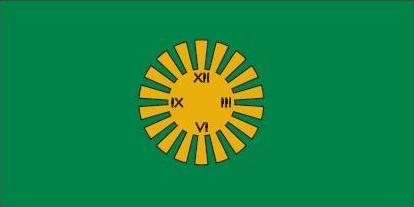
Прієкульський край новад
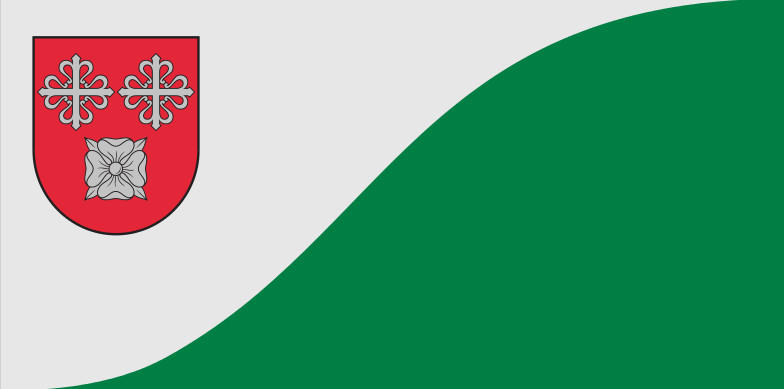
Раунський край новад
Резекненський край новад
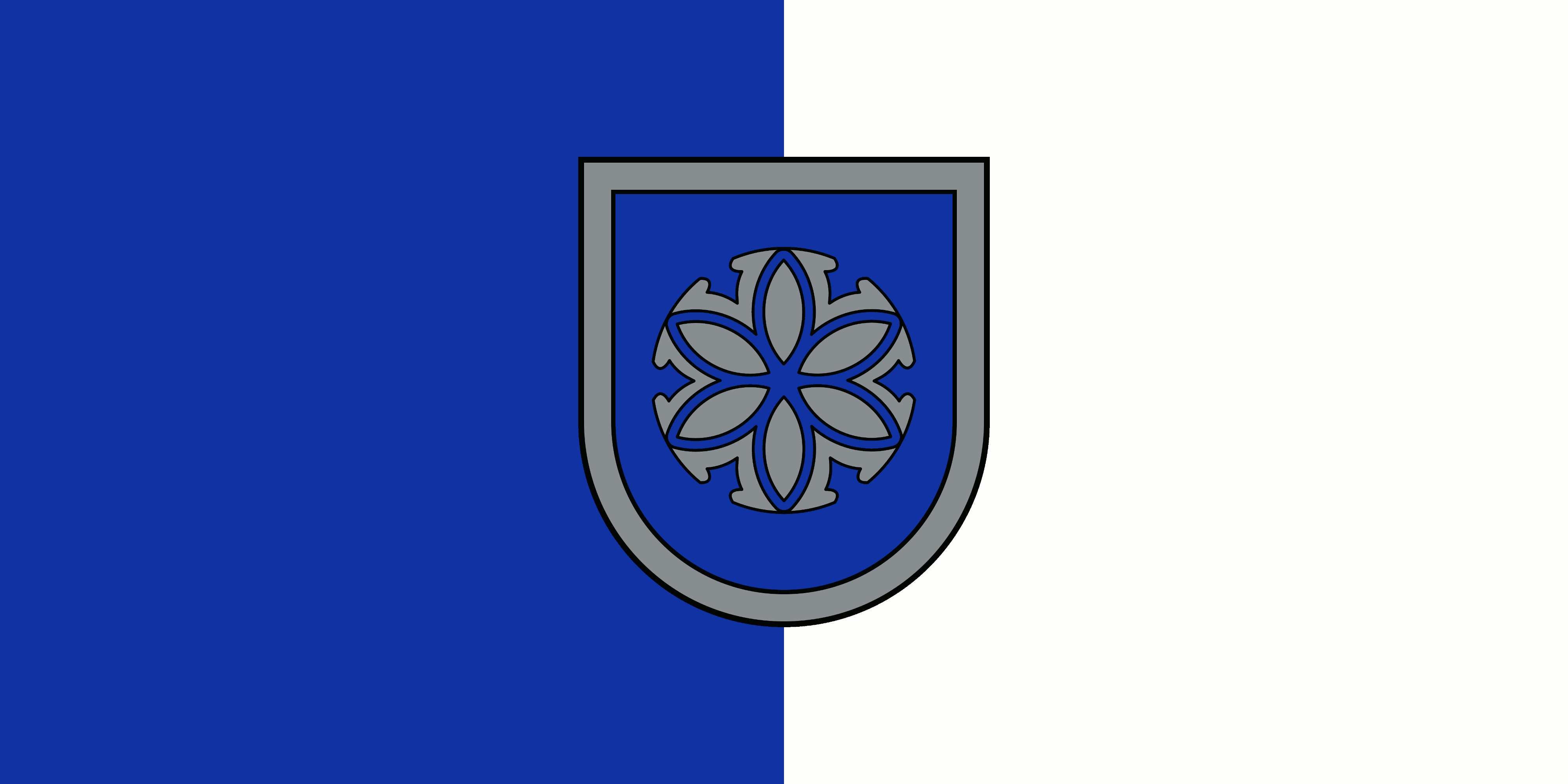
Рієбіньський край новад
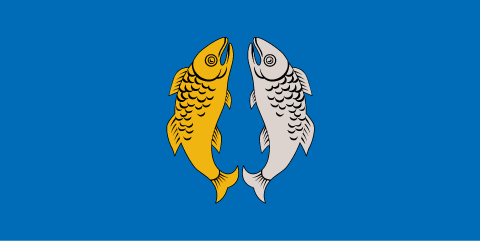
Ройський край новад
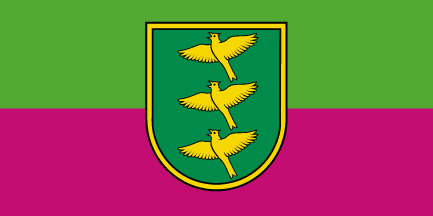
Ропазький край новад
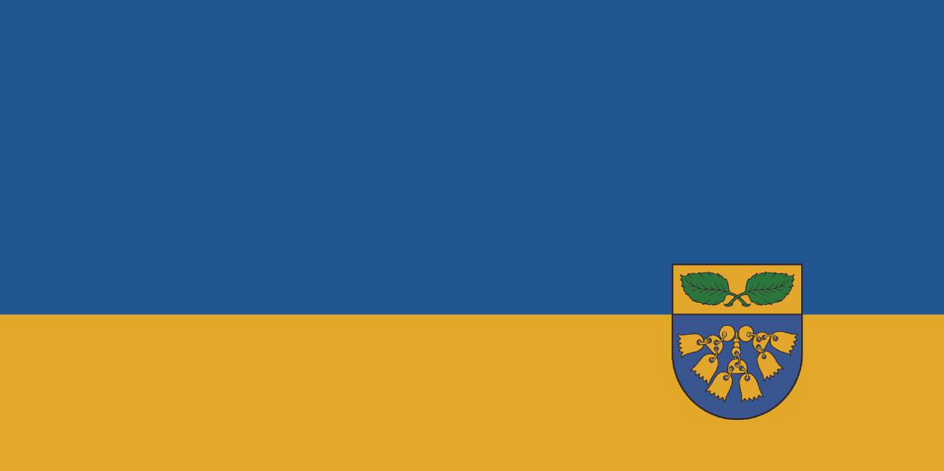
Руцавський край новад
Ругайський край новад
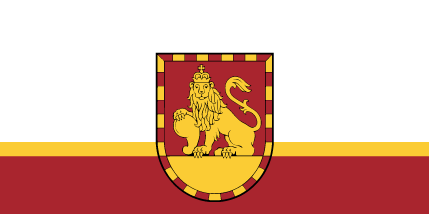
Рундальський край новад
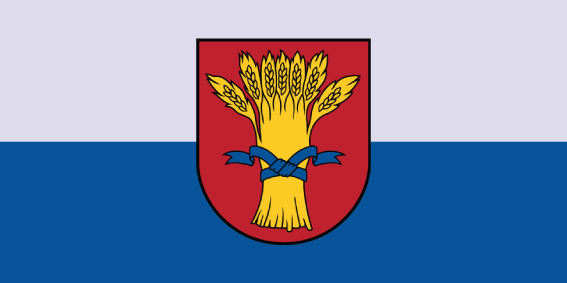
Руїенський край новад
Салський край новад
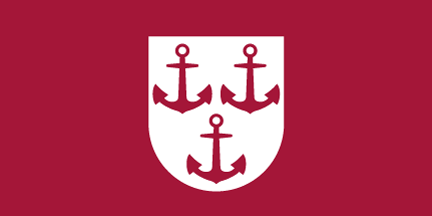
Салацгрівський край новад
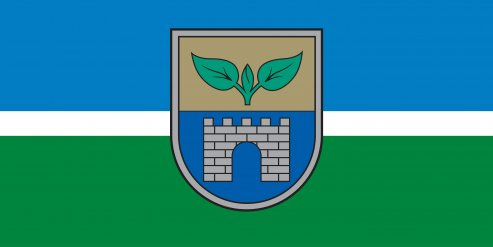
Саласпілський край новад
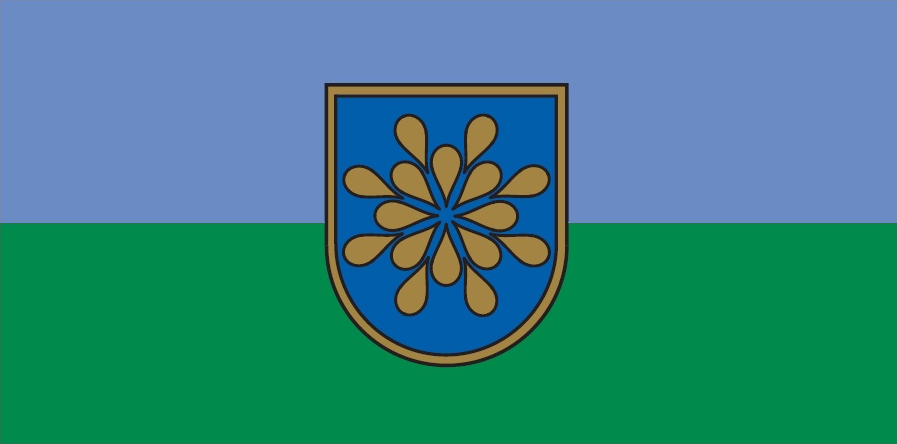
Салдуський край новад
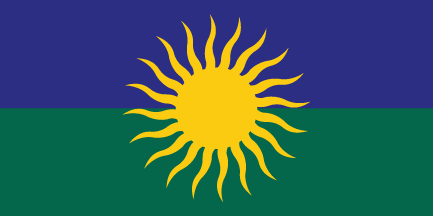
Саулкрастський край новад
Сейський край новад
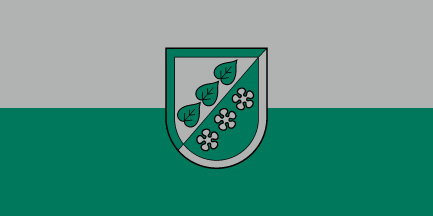
Сігулдський край новад
Скріверський край новад
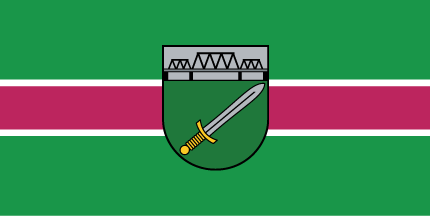
Скрундський край новад
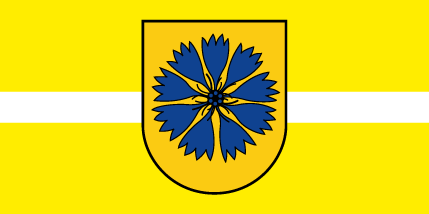
Смілтенський край новад
Стопіньський край новад
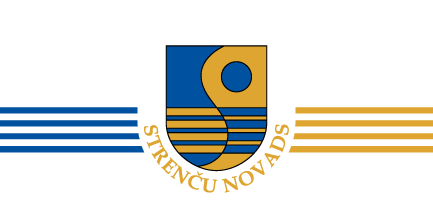
Стренчський край новад
Талсінський край новад
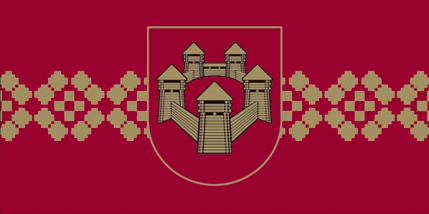
Терветський край новад
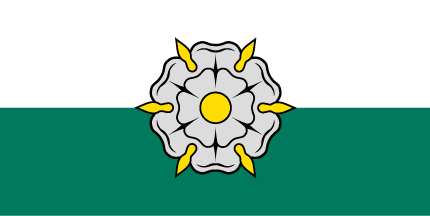
Тукумський край новад
Вайньодський край новад
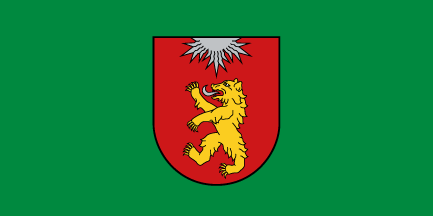
Валкський край новад
Вараклянський край новад
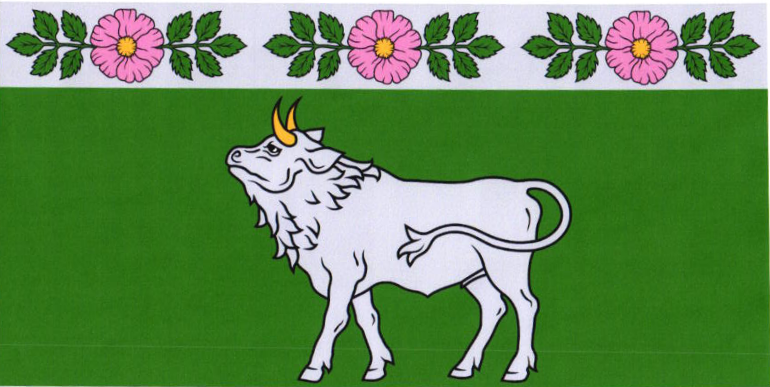
Варкавський край новад
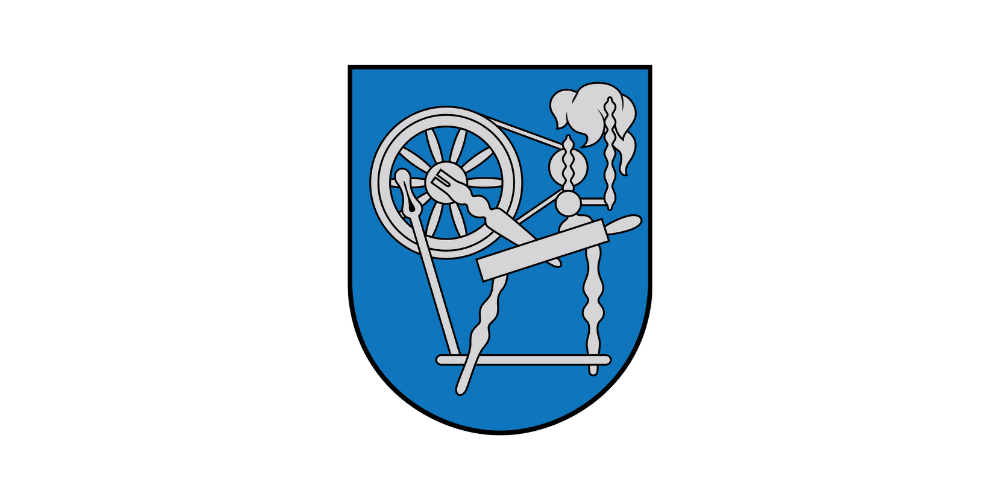
Вецпієбалгський край новад
Вецумнієкський край новад
Вентспілський край новад
Вієсітський край новад
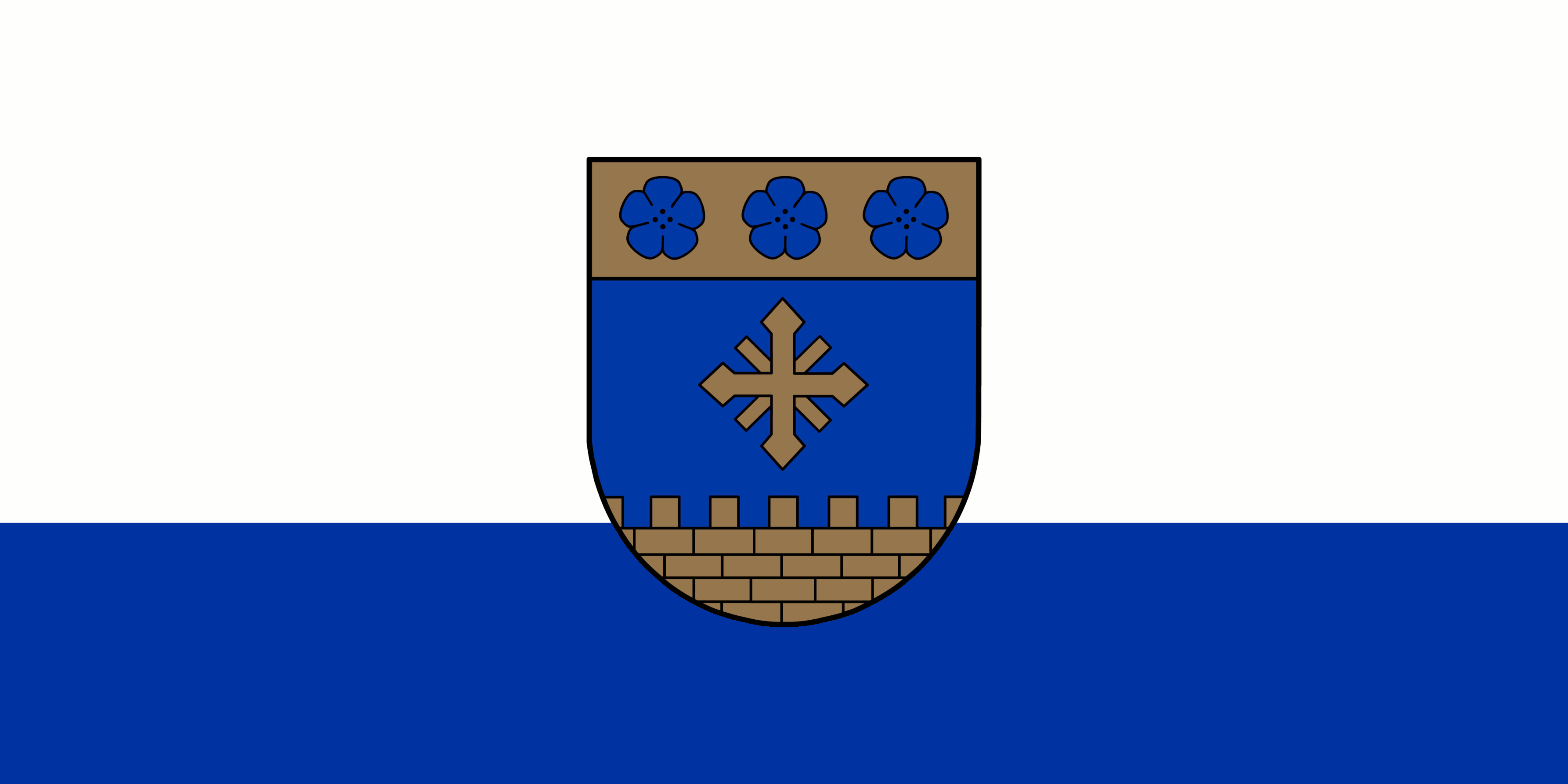
Вілякський край новад
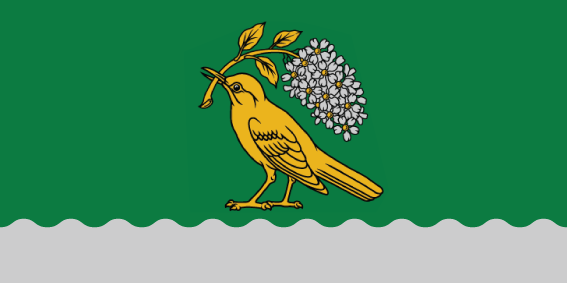
Вілянський край новад
Зилупський край новад